# Чудо с розами

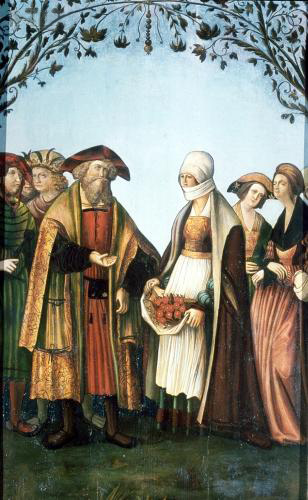
«Чудо с розами Святой Елизаветы Венгерской». Картина неизвестного немецкого мастера 1-й пол. XVI в.

Чудо с розами (нем. Rosenwunder, исп. Milagro de las rosas) — средневековая легенда о чуде, которую рассказывают о нескольких католических святых. Обычно святая вопреки запрету жестокосердного супруга (варианты: родственника, начальства, короля и т. п.) несёт еду пленникам или беднякам (в подоле либо в корзине). Грозный запретитель преграждает путь с вопросом: «Что несёшь?» и слышит в ответ святую ложь: «Розы». Проверяющий требует показать ему ношу — и собственными глазами видит, что это и в самом деле розы. Ибо хлеб чудесным образом обратился в цветы. Похожие истории встречаются и в текстах житий святых мужского пола, которые совершали милосердные деяния в нарушение строжайшего запрета, невзирая на грозящую суровую кару.

## Персонажи
1. Святая Касильда (Испания, ум. ок. 1050)
2. Годелива[1] (Бельгия, ок. 1049—1070)
3. Святая Елизавета Венгерская (Венгрия, 1207—1231)
4. Святая Изабелла Португальская (Португалия, 1271—1336)
5. Святой Диего из Алькалы (Испания, ок. 1400—1463)
6. Святая Роза из Витербо (Италия, 1233—1252)
7. Другие малоизвестные испанские святые: Santa Felicia de Obanos; San Veremundo

## Легенда
Самым подробным и популярным в Европе стал рассказ о ландграфине Елизавете Венгерской:

Суровый муж запрещал Елизавете подавать милостыню бедным. Как-то она несла в переднике хлеб, чтобы отдать его нищим, но по пути встретила мужа. «Что там?» — спросил он строго. Святая, вспомнив о всяческих карах, которыми он грозил не только ей, но и её подопечным, солгала: «Розы». «Покажи!» — приказал муж. Елизавета развернула подол, и по слову её случилось чудо: там действительно оказались розы.

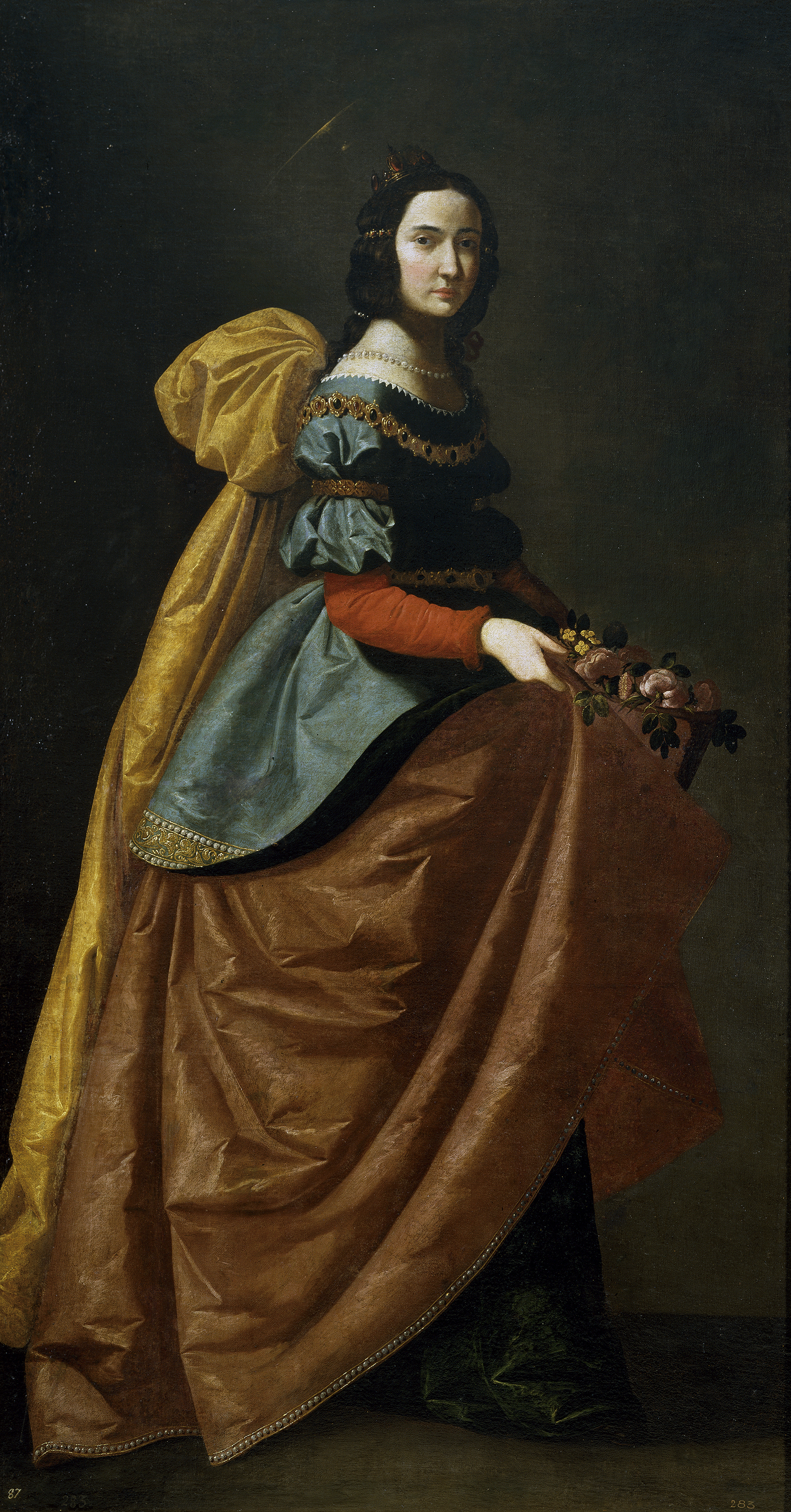
«Святая Касильда». Франсиско де Сурбаран, ок. 1635

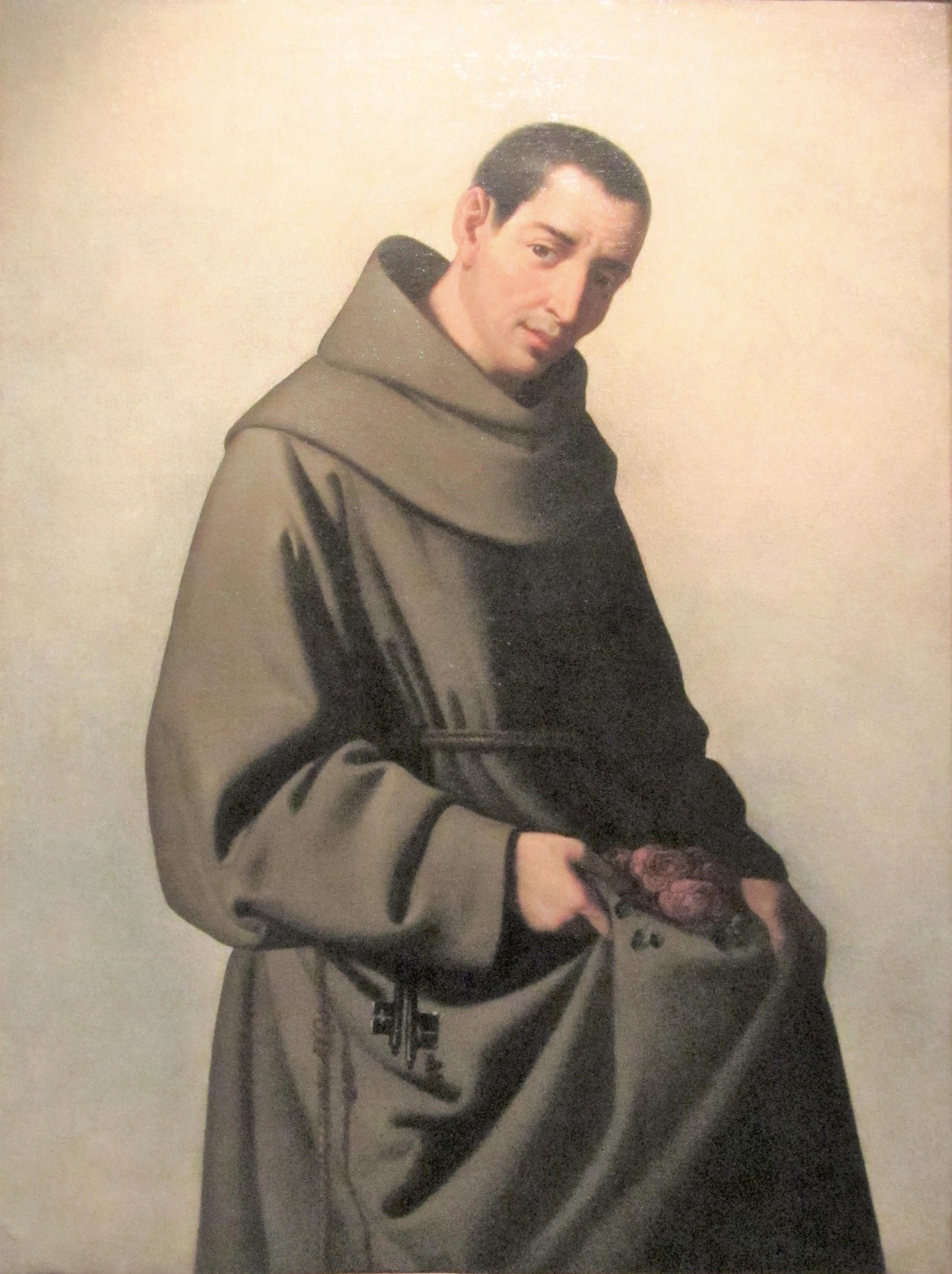
«Святой Диего». Франсиско де Сурбаран, ок. 1640

В этом случае злым мужем Елизаветы оказывается Людвиг, ландграф Тюрингии. Однако у легенды могут быть иные версии: например, святой преграждает путь не супруг, а свекровь, и еду милосердная самоотверженная женщина несет не в фартуке, а в корзине с крышкой.
Ту же самую историю рассказывают про внучатую племянницу и тёзку Елизаветы — Изабеллу (это имя — один из вариантов имени Elisabet, данного ей при рождении в честь двоюродной бабки), королеву Португалии, и короля Диниша. Видимо, именно благодаря сходству имён эта легенда очень легко «эмигрировала». Дополнительное свидетельство вторичности состоит в том, что характер короля Диниша хорошо известен благодаря ряду источников: это был жизнерадостный, щедрый и любвеобильный человек, и подобный запрет совершенно не вяжется с его репутацией.
Атрибутами обеих святых монархинь стала роза (в переднике или просто в руках). Их предшественницей является намного более легендарная личность — святая Касильда Сарацинка, дочь некоего исламского правителя Толедо XI века, относившая еду христианам.
В XV веке та же легенда встречается в житии еще одного святого с Пиренейского полуострова — Святого Диего. О нём говорят, что Диего был монахом францисканского ордена, благочестивым и щедрым на милостыню. Собратья по монастырю заподозрили его в том, что он относит нищим еду с монастырской кухни — и подозрения их были не напрасны. Но когда святого Диего застигли, казалось бы, с поличным и заставили показать, что завернуто в полу его рясы, там оказались только цветы.

## Переносное значение
В переносном значении «чудо Елизаветы Венгерской» означает событие, когда ложь волшебным образом оказывается правдой. Например, С. С. Форестер озаглавил одну из своих новелл о капитане Хорнблоуэре «Хорнблоуэр и Елизавета Венгерская». Действие книги происходит в начале XIX в. Чтобы предотвратить доставку партии оружия сторонниками Наполеона из Америки в Европу, английский капитан лжёт этим французским аристократам, что император скончался, и клянётся в этом своей честью. Они отказываются от своих намерений, он же ощущает себя клятвопреступником, готовится уйти в отставку, а то и застрелиться. По пути в Англию приходит депеша, что Наполеон действительно умер на острове Святой Елены. Таким образом, моральная дилемма разрешена, доброе имя капитана спасено.

## Прочее
- Иное чудо с розами описывается в житии св. Франциска: розы расцветали там, где падали капли его крови. Сюжет также встречается в живописи[2].
- Рита Кашийская (1381—1457) получила чудесный неувядаемый цветок[3].
- Чудо с розами, неожиданно расцветшими в декабре на вершине холма Тепейак (на севере современного Мехико) в Мексике, было одним из стимулов к прославлению Богоматери Гваделупской[4], образ которой, почитаемый как нерукотворный, стал одной из самых популярных святынь в Латинской Америке.
- Российский театральный композитор Пётр Шенк в 1913 году создал оперу «Чудо роз» («Дочь иных веков»), поставленную в Мариинском театре.
- Немецкий композитор Ханс Вернер Хенце специально для британского кларнетиста Энтони Чарльза Пэя написал пьесу «Чудо о розе» (фр. Le Miracle de la Rose) для кларнета и 13 инструментов, рассчитанную на исполнение с солистом в роли дирижёра